# Mejor Jugador Joven de la de la Liga de Campeones de baloncesto
El premio al Mejor Jugador Joven de la de la Liga de Campeones de baloncesto es el premio anual otorgado al jugador joven considerado más valioso durante la temporada completa de la Basketball Champions League (BCL). La Basketball Champions League es la liga de baloncesto de clubes profesionales masculinos de tercer nivel en Europa. El premio lo otorga la FIBA. El premio existe desde la temporada inaugural 2016-17. Optan al premio jugadores cuya edad no supere los 22 años.

## Criterios de votación
El premio al Mejor Jugador Joven de la de la Liga de Campeones de baloncesto se elige mediante una votación de los aficionados en línea, una votación de los periodistas y representantes de los medios y una votación de todos los entrenadores de todos los equipos en cada temporada de la liga. Los aficionados, los medios de comunicación y los entrenadores de la liga obtienen cada uno un tercio de la distribución de los votos.

## Ganadores

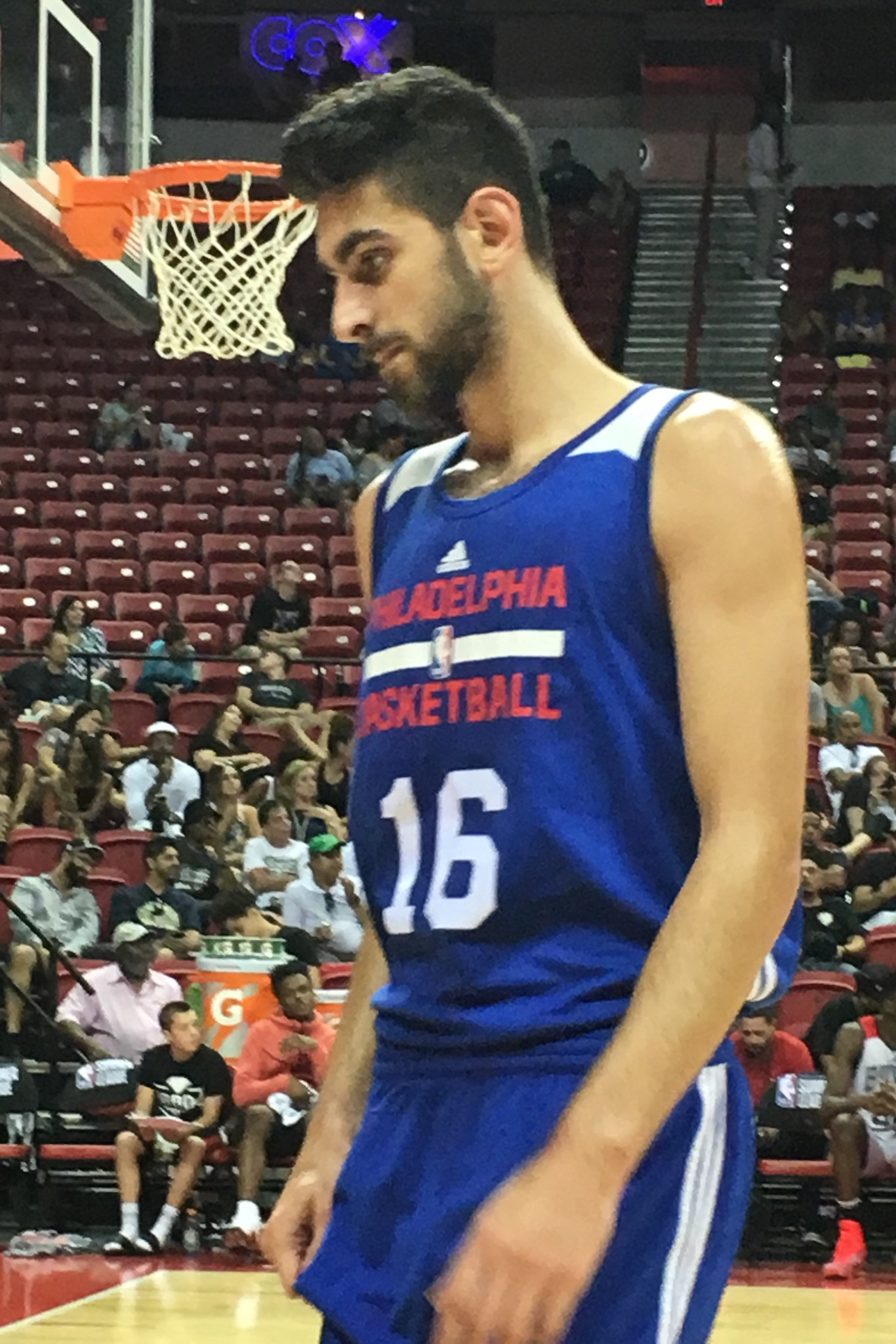
Furkan Korkmaz fue el ganador en la temporada inaugural.

| ^           | Denota jugador en activo en la BCL                       |
| *           | Incluido en el Salón de la Fama FIBA                     |
| dagger      | Denota jugador que ganó el campeonato ese año            |
| Jugador (X) | Denota el número de veces que se ha recibido el galardón |

| Temporada | Jugador            | Posición  | Nacionalidad | Club                         | Ref.  |
| --------- | ------------------ | --------- | ------------ | ---------------------------- | ----- |
| 2016–17   | Furkan Korkmaz     | Alero     | Turquía      | Banvit                       | [ 1 ] |
| 2017–18   | Arnoldas Kulboka   | Ala-Pívot | Lituania     | SikeliArchivi Capo d'Orlando |       |
| 2018–19   | Tamir Blatt        | Base      | Israel       | Hapoel Jerusalem             | [ 2 ] |
| 2019–20   | Carlos Alocén      | Base      | España       | Zaragoza                     | [ 3 ] |
| 2020–21   | Yoan Makoundou     | Ala-Pívot | Francia      | Cholet                       | [ 4 ] |
| 2021–22   | Giordano Bortolani | Escolta   | Italia       | NutriBullet Treviso          | [ 5 ] |
| 2022–23   | Sadık Emir Kabaca  | Ala-Pívot | Turquía      | Galatasaray Nef              | [ 6 ] |
| 2023–24   | Tidjane Salaün     | Alero     | Francia      | Cholet Basket                | [ 6 ] |
| 2024–25   | Nolan Traoré       | Base      | Francia      | Saint-Quentin                | [ 7 ] |